# 塔馬羅厄 (伊利諾伊州)
塔馬羅厄（英語：Tamaroa）是一個位於美國伊利諾伊州佩里縣的城市。

## 地理
塔馬羅厄的座標為38°08′13″N 89°13′44″W / 38.13694°N 89.22889°W，而該地的平均海拔高度為155米（即509英尺）。

## 人口
根據2010年美國人口普查的數據，塔馬羅厄的面積為2.48平方千米，當中陸地面積為2.48平方千米，而水域面積為0.00平方千米。當地共有人口638人，而人口密度為每平方千米257.26人。